# Roman Hermann
Roman Hermann (* 27. März 1953 in Schaan) ist ein ehemaliger Liechtensteinischer Radrennfahrer.

## Radsport-Karriere
Bereits als junger Amateur startete er bei den UCI-Bahn-Weltmeisterschaften 1970. Im Sprint scheiterte er in den Vorläufen, im 1000-Meter-Zeitfahren wurde er 19. Roman Hermann war Profi von 1975 bis 1996 und fuhr in dieser Zeit vor allem Sechstagerennen. Er startete bei insgesamt 182 Sechstagerennen, von denen er 15 gewann. 1979 wurde er Dritter der Europameisterschaften im Derny, 1981 Zweiter der Europameisterschaften im Zweier-Mannschaftsfahren (Madison) gemeinsam mit Horst Schütz und bei den UCI-Bahn-Weltmeisterschaften 1982 in Leicester Dritter im Punktefahren sowie 1984 nochmals Zweiter der EM im Zweier-Mannschaftsfahren mit seinem Bruder Sigmund. Gemeinsam mit Josef Kristen wurde er 1987 Europameister im Madison. 1988 belegte er jeweils den dritten Platz der EM im Dernyrennen sowie im Madison, mit Hansrüdi Märki. Hermann war neunfacher Meister Liechtensteins im Strassenrennen.

## Berufliches
Nach dem Ende seiner aktiven Radsport-Karriere im Jahre 1996 war Roman Hermann als Sportlicher Leiter tätig, unter anderem bei den Sechstagerennen von Stuttgart. Er führte bis August 2011 ein Fahrradgeschäft in seinem Heimatort Schaan. Von 1980 bis 1984 war er Präsident des Radfahrvereins Schaan und von 1994 bis 2004 Präsident der Sportkommission der liechtensteinischen Regierung.

## Ehrungen
1974, 1982 und 1987 wurde Hermann zum liechtensteinischen Sportler des Jahres gewählt. 1984 erhielt er diese Auszeichnung ein drittes Mal, in der Mannschaftswertung zusammen mit seinem Bruder. 2005 wurde Roman Hermann mit dem «Goldenen Lorbeerblatt» des Fürstentums Liechtenstein ausgezeichnet.

## Familiäres
Roman ist der Bruder von Sigmund Hermann und Peter Hermann, die beide ebenfalls als Radsportler aktiv waren.